# هندوانه لیمویی
هندوانه لیمویی (نام علمی: Citrullus caffer) نام یک گونه از سرده هندوانه است.